# Uwini
Uwini († August 1896) war ein Häuptlingspriester der Makalaka in Simbabwe.
Während des Matabeleaufstandes 1896 spielte Uwini zusammen mit sechs weiteren Priesterhäuptlingen der Matabele eine entscheidende Rolle. Er galt unter den Matabele, Makalakas und Maholis aufgrund seiner Gottheit M'limo als unsterblich.  Uwini weigerte sich nach seiner Gefangennahme durch die Briten zu kapitulieren, also seine Gefolgsleute zum Niederlegen der Waffen aufzurufen. Daraufhin wurde er der Teilnahme an der Ermordung von weißen Siedlern beschuldigt und von einem Kriegsgericht (der British South Africa Company) zum Tode verurteilt. Robert Baden-Powell unterzeichnete das Urteil, und daraufhin wurde Uwini bei Sonnenuntergang an einem Tag im August 1896 150 km nördlich von Bulawayo öffentlich erschossen.